# Keito Komatsu
Keito Komatsu (japanisch 小松 慧 Komatsu Keito; * 22. Mai 2000 in der Präfektur Saitama) ist ein japanischer Fußballspieler.

## Karriere
Keito Komatsu erlernte das Fußballspielen in den Jugendmannschaften vom Koshigaya Sanshin Soccer SC und dem FC Tokyo, in der Schulmannschaft der Aomori Yamada High School sowie in der Universitätsmannschaft der Hamamatsu University. Seinen ersten Vertrag unterschrieb er im Januar 2023 bei Albirex Niigata (Singapur). Der Verein, ein Ableger des japanischen Erstligisten Albirex Niigata, spielt in der ersten singapurischen Liga, der Singapore Premier League. Sein erstes Pflichtspiel bestritt er am 2. Spieltag am 9. März 2023 im Heimspiel gegen die Lion City Sailors. Bei dem 4:0-Erfolg wurde er in der 72. Minute für Tadanari Lee eingewechselt. Am Ende der Saison 2023 feierte er mit Niigata die singapurische Meisterschaft.

## Erfolge
Albirex Niigata (Singapur)
- Singapurischer Meister: 2023